# Славцево
Славцево — деревня в Меленковском районе Владимирской области, в составе Ляховского сельского поселения.

## География
Деревня расположена в 12 км на запад от центра поселения села Ляхи и в 12 км на восток от райцентра города Меленки.

## История
Первое упоминание о поселении относится к 1491 году. В частных архивах русских феодалов в грамоте Ивана III говорится: «Жалованная данные поместья и несудимая грамота Великого князя Ивана Васильевича Константину Дмитриевичу сыну Муромцева на деревне Славцево, Глубокое, Ляхи и другие в Сунженском стану Муромского уезда». Кто такой Константин Дмитриевич, выяснить не удалось, но именно он с 1491 года являлся владельцем этих деревень. Таким образом эти селения существовали уже тогда. Далее упоминание о селениях прослеживается в связи с упоминанием их в писцовых книгах.
Село входило в состав Ляховской волости Меленковского уезда. В 1894 году в Славцеве было уже 73 двора. В 1897 году население в Славцеве составляло 844 человека. Среди жителей села имелись приверженцы молоканской секты. По документам в конце XIX века в Славцеве располагалась церковно-приходская школа. По переписи населения в 1911 году в с. Славцеве Ляховской волости вместе с Дубцами было уже 3000 душ.
В XIX—XX веках — одно из крупных сёл с развитым сельским хозяйством.
С войны в село не вернулись 120 человек.
К концу 90-х годов XX века село, как и большинство сёл России, стало вымирать. 

## Население
| 1859 | 1905  | 1926  | 2002 | 2010 | 2021 |
| ---- | ----- | ----- | ---- | ---- | ---- |
| 565  | ↗1107 | ↘1097 | ↘106 | ↘84  | ↘52  |

## Известные люди
Славцево — место рождения героев Советского Союза Михаила Ивановича Буденкова и Александра Петровича Жесткова (погиб в Белоруссии), а также Фёдора Макарова, который был комиссаром партизанской бригады в Чехословакии. В 1949 году в селе Славцево родился член Союза писателей РФ Алексей Васильевич Кнутов.